# ديفيد أوتو
ديفيد أوتو (بالألمانية: David Otto) هو لاعب كرة قدم ألماني، ولد في 3 مارس 1999 في بفورتسهايم في ألمانيا. لعب مع نادي هوفنهايم.

## وصلات خارجية
- ديفيد أوتو على موقع قاعدة بيانات كرة القدم.إي يو (الإنجليزية)
- ديفيد أوتو على موقع Soccerway.com (الإنجليزية)
- ديفيد أوتو على موقع عالم كرة القدم.نت (الإنجليزية)